# Eric Allan Kramer
Eric Allan Kramer (Michigan, 26 de março de 1962) é um ator estadunidense. Mais conhecido por interpretar Bob Duncan na série original do Disney Channel Boa Sorte Charlie.

## Filmografia
| Televisão   | Televisão                   | Televisão     | Televisão                                            |
| Ano         | Título                      | Papel         | Notas                                                |
| ----------- | --------------------------- | ------------- | ---------------------------------------------------- |
| 1987        | The Gunfighters             | Desconhecido  |                                                      |
| 1988        | The Incredible Hulk Returns | Thor          |                                                      |
| 1990        | Quest for the Mighty Sword  | Desconhecido  |                                                      |
| 1993        | Robin Hood: Men in Tights   | Little John   |                                                      |
| 1993        | True Romance                | Boris         |                                                      |
| 1996        | "Uma escola muito louca"    | Desconhecido  |                                                      |
| 2003        | American Wedding            | Bear          |                                                      |
| 2003        | Two and a half men          | Bill          | 1 episódio                                           |
| 2006        | How I Met Your Mother       | Bob Rorschach | 1 episódio                                           |
| 2009        | Flying By                   | Steve         |                                                      |
| 2010 - 2014 | Good Luck Charlie           | Bob Duncan    | Elenco principal, série do Disney Channel            |
| 2015        | The Thundermans             | Mike Evilman  | Episódios: "Meet the Evilmans" e "Evil Never Sleeps" |